# Чемпионат мира по футболу среди бездомных
Чемпионат мира по футболу среди бездомных — футбольный турнир среди лиц со статусом «бездомный», ежегодно проводящийся при финансовой поддержке со стороны союза УЕФА и Международной сети уличных газет (INSP).

## Цели турнира
Создателями чемпионата стали редактор австрийской уличной газеты «Мегафон» Харальд Шмидт и шотландский социальный предприниматель Мэл Янг, издававший журнал «Большая проблема» под девизом «Работать, а не побираться!» в Эдинбурге. Янг предложил организовать футбольный турнир в качестве способа коммуникации между людьми, оказавшимися на дне общества. Идею турнира поддержали УЕФА и фирма Nike. Соревнование ставит своей задачей развитие массового футбола, а также работу с бездомными и изгоями общества (социально исключёнными) со всего мира. Организаторы полагают, что таким образом общество начинает видеть в бездомных таких же людей и становится более гуманным по отношению к ним.
В то же самое время турнир оказывает высокий уровень влияния на самих его участников, придаёт им уверенности в собственных силах, помогает решать насущные проблемы. По итогам первого чемпионата мира каждый пятый участник нашёл постоянную работу, треть участников улучшила условия собственной жизни, 12 человек пришли в большой футбол в качестве игроков или тренеров. Так, «Манчестер Юнайтед» приобрёл Бебе за 7,4 миллиона фунтов в августе 2010 года у «Витории», в которой тот пробыл всего пять недель. На футболиста обратили внимание, когда он выступал на чемпионате мира среди бездомных, где представлял сборную Португалии.
По статистике, каждое соревнование изменяют в лучшую сторону жизни 77 участников из ста. Они перестают употреблять алкоголь и наркотики, находят себе жильё, работу, начинают заниматься спортом и учиться, налаживают отношения с семьёй и близкими. Союз европейских футбольных ассоциаций отчисляет на содержание турнира все штрафы, выплачиваемые футбольными клубами и сборными в соревнованиях под эгидой УЕФА.

## Регламент
Каждый из матчей турнира проводится по правилам «уличного футбола», на асфальтовых покрытиях: размеры площадки 22x16 метров, в команде играют вратарь и четыре полевых игрока. Время матча — два тайма по 7 минут. В команде могут играть и мужчины, и женщины. В турнире допускаются к участию бездомные, беженцы, гастарбайтеры и лица с алкогольной или наркотической зависимостью.

## Турниры
| Год  | Город          | Победитель |
| ---- | -------------- | ---------- |
| 2003 | Грац           | Австрия    |
| 2004 | Гётеборг       | Италия     |
| 2005 | Эдинбург       | Италия     |
| 2006 | Кейптаун       | Россия     |
| 2007 | Копенгаген     | Шотландия  |
| 2008 | Мельбурн       | Афганистан |
| 2009 | Милан          | Украина    |
| 2010 | Рио-де-Жанейро | Бразилия   |
| 2011 | Париж          | Шотландия  |
| 2012 | Мехико         | Чили       |
| 2013 | Познань        | Бразилия   |
| 2014 | Сантьяго       | Чили       |
| 2015 | Амстердам      | Мексика    |
| 2016 | Глазго         | Мексика    |
| 2017 | Осло           | Бразилия   |
| 2018 | Мехико         | Мексика    |
| 2019 | Кардифф        | Мексика    |
| 2023 | Сакраменто     |            |

## Медали
Команда Мексики становилась чемпионам четырежды, Бразилия — трижды, Чили, Шотландия и Италии — по 2 раза; Россия, Украина, Австрия и Афганистан — по одному разу.

### Мужчины (2003—2019)
| Место           | Страна               | Золото | Серебро | Бронза | Всего |
| --------------- | -------------------- | ------ | ------- | ------ | ----- |
| 1               | Мексика              | 4      | 4       | 1      | 9     |
| 2               | Бразилия             | 3      | 1       | 3      | 7     |
| 3               | Чили                 | 2      | 3       | 0      | 5     |
| 4               | Италия               | 2      | 0       | 0      | 2     |
| 4               | Шотландия            | 2      | 0       | 0      | 2     |
| 6               | Россия               | 1      | 1       | 4      | 6     |
| 7               | Украина              | 1      | 1       | 1      | 3     |
| 8               | Австрия              | 1      | 1       | 0      | 2     |
| 9               | Афганистан           | 1      | 0       | 0      | 1     |
| 10              | Польша               | 0      | 2       | 3      | 5     |
| 11              | Португалия           | 0      | 1       | 1      | 2     |
| 12              | Англия               | 0      | 1       | 0      | 1     |
| 12              | Босния и Герцеговина | 0      | 1       | 0      | 1     |
| 12              | Казахстан            | 0      | 1       | 0      | 1     |
| 15              | Венгрия              | 0      | 0       | 1      | 1     |
| 15              | Гана                 | 0      | 0       | 1      | 1     |
| 15              | Либерия              | 0      | 0       | 1      | 1     |
| 15              | Нидерланды           | 0      | 0       | 1      | 1     |
| Всего стран: 18 | Всего стран: 18      | 17     | 17      | 17     | 51    |

### Женщины (2008—2019)
| Место           | Страна          | Золото | Серебро | Бронза | Всего |
| --------------- | --------------- | ------ | ------- | ------ | ----- |
| 1               | Мексика         | 7      | 3       | 0      | 10    |
| 2               | Чили            | 1      | 3       | 3      | 7     |
| 3               | Бразилия        | 1      | 1       | 2      | 4     |
| 4               | Замбия          | 1      | 0       | 0      | 1     |
| 4               | Кения           | 1      | 0       | 0      | 1     |
| 6               | Колумбия        | 0      | 1       | 0      | 1     |
| 6               | Кыргызстан      | 0      | 1       | 0      | 1     |
| 6               | Либерия         | 0      | 1       | 0      | 1     |
| 6               | Перу            | 0      | 1       | 0      | 1     |
| 10              | Венгрия         | 0      | 0       | 1      | 1     |
| 10              | Гаити           | 0      | 0       | 1      | 1     |
| 10              | Камбоджа        | 0      | 0       | 1      | 1     |
| 10              | Камерун         | 0      | 0       | 1      | 1     |
| 10              | Норвегия        | 0      | 0       | 1      | 1     |
| 10              | Румыния         | 0      | 0       | 1      | 1     |
| Всего стран: 15 | Всего стран: 15 | 11     | 11      | 11     | 33    |

## Россия на ЧМ
Российская сборная выиграла титул в 2006 году, обыграв команду Казахстана со счётом 1:0 и победив во всех 13 матчах турнира. Прежде её результаты были следующими: в 2003 году россияне заняли 13-е место, в 2004 году — 5-е место, в 2005 году — 12-е место. Российскую команду финансировал редактор уличного журнала «Путь домой» Аркадий Тюрин, который отправил её в 2003 году на первый турнир в Грац. В 2005 году российская команда выиграла чемпионат Европы в Польше, а на ЧМ в Шотландии заняла 12-е место. Кандидатов в команду Тюрин отобрал в одной из ночлежек, а в июне 2006 года по идее Тюрина в Петербурге был проведён первый чемпионат России, по итогам которого была сформирована сборная для участия в чемпионате мира в Кейптауне. Капитаном сборной стал Вячеслав Шелаевский